# Alois Morgenstern
Alois Morgenstern (ur. 13 czerwca 1954 w Spittal an der Drau) – austriacki narciarz alpejski, zawodnik klubu SV Spittal an der Drau.

## Kariera
Specjalizował się w slalomie. W latach 70. 9-krotnie zajmował miejsca w czołowej dziesiątce zawodów Pucharu Świata, pierwsze punkty zdobywając 3 marca 1974 roku w Voss, zajmując szóste miejsce. Jeden raz stanął na podium zawodów tego cyklu: 10 stycznia 1977 roku w Berchtesgaden był trzeci w slalomie. W zawodach tych wyprzedzili go jedynie Ingemar Stenmark ze Szwecji i kolejny Austriak, Klaus Heidegger. Najwyżej w klasyfikacji generalnej Pucharu Świata uplasował się w sezonie 1976/1977 – na 33. miejscu, zajmując jednocześnie 11. miejsce w klasyfikacji slalomu.
W 1976 roku wystartował na igrzyskach olimpijskich w Innsbrucku, gdzie zajął siódme miejsce w slalomie, co było najlepszym wynikiem wśród Austriaków (złoty medal zdobył Włoch Piero Gros). Na tej samej imprezie wystąpił także w gigancie, w którym po pierwszym przejeździe zajmował 18. miejsce. Drugiego przejazdu jednak nie ukończył i ostatecznie nie był klasyfikowany.
Po zakończeniu kariery sportowej zajął się pracą trenerską w piłce nożnej, prowadził m.in. młodzieżową drużynę z rodzinnej miejscowości Spittal.
Jego bratanek, Thomas Morgenstern, uprawiał skoki narciarskie.

## Osiągnięcia

### Igrzyska olimpijskie
| Miejsce | Dzień     | Rok  | Miejscowość | Konkurencja | Czas biegu  | Strata  | Zwycięzca   |
| ------- | --------- | ---- | ----------- | ----------- | ----------- | ------- | ----------- |
| DNF     | 10 lutego | 1976 | Innsbruck   | Gigant      | 3:26,97 min | -       | Heini Hemmi |
| 7.      | 14 lutego | 1976 | Innsbruck   | Slalom      | 2:03,29 min | +3,49 s | Piero Gros  |

### Mistrzostwa świata
| Miejsce | Dzień     | Rok  | Miejscowość | Konkurencja | Czas biegu  | Strata  | Zwycięzca   |
| ------- | --------- | ---- | ----------- | ----------- | ----------- | ------- | ----------- |
| DNF     | 10 lutego | 1976 | Innsbruck   | Gigant      | 3:26,97 min | -       | Heini Hemmi |
| 7.      | 14 lutego | 1976 | Innsbruck   | Slalom      | 2:03,29 min | +3,49 s | Piero Gros  |

### Puchar Świata

#### Miejsca w klasyfikacji generalnej
- sezon 1973/1974: 41.
- sezon 1975/1976: 35.
- sezon 1976/1977: 33.
- sezon 1977/1978: 46.

#### Pozostałe miejsca na podium
1. Berchtesgaden – 10 stycznia 1977 (slalom) – 3. miejsce